# Pertinax (empereur romain)
Pour les articles homonymes, voir Pertinax.
Pour le journaliste français connu sous le pseudonyme de Pertinax, voir André Géraud.
Publius Helvius Pertinax (latin : Imperator Cæsar Publius Helvius Pertinax Augustus), né le 1er août 126 à Alba Pompeia, Ligurie, ou possiblement à Peille, actuellement en France, et mort le 28 mars 193, est un empereur romain, qui régna de janvier à mars 193. S'il ne put réellement affirmer une politique particulière durant son court règne, il passe à la postérité comme un empereur favorable au Sénat et représentant des anciennes vertus romaines.

## Biographie
Sa carrière avant de devenir empereur est principalement connue par l'Histoire Auguste, complétée par le livre II d'Hérodien et l’Épitomé de Cæsaribus d'Aurelius Victor. Sa biographie dans l’Histoire Auguste, ouvrage anonyme inégalement fiable, s'inspire sans doute de l'œuvre perdue de Marius Maximus et la qualité de son information est confirmée en partie par une inscription de Cologne.
Né dans la ville d'Alba Pompeia d'un père affranchi, Helvius Successus, enrichi dans la manufacture et le commerce de laine, il commença sa carrière comme grammaticus (professeur de grammaire), puis, désireux de changer de métier et avec le soutien de son patron, il devient officier dans une cohorte en Syrie vers 160. Se distinguant dans la guerre parthique qui suivit de 163 à 166, il est promu plusieurs fois, sert en Bretagne (actuelle Grande-Bretagne) vers 166 puis le long du Danube vers 167, dirige la flotte du Rhin vers 168 et devint procurateur des fondations alimentaires en Italie avant de recevoir un autre poste de procurateur en Dacie en 169.
Victime d'intrigues de cour — selon l'Histoire Auguste — durant le règne de Marc Aurèle, il est rapidement rappelé pour aider Claudius Pompeianus dans les guerres germaniques, notamment après l'invasion de l'Italie du Nord par les Quades. Grâce à ses compétences et au patronage de Pompeianus, il entre au Sénat vers 170 et se voit confier des légions dans les guerres danubiennes. Selon la Chronique d'Eusèbe de Césarée c'est en sa présence qu'aurait eu lieu le « miracle de la pluie » où une armée romaine encerclée fut providentiellement sauvée par un orage. En 175 il fut nommé consul suffect. Il participe alors à la répression de la révolte d'Avidius Cassius ce qui le conduit dans la province de Syrie en (175). Il est ensuite nommé gouverneur de Mésie — supérieure (vers 176-177) et inférieure (vers 177-178) —, des trois Dacies (178-179), puis de Syrie (179).
Pertinax fait partie du groupe des « Amis du prince », composé des gendres et des proches collaborateurs de Marc Aurèle. Marc Aurèle sur son lit de mort (en 180) leur recommande de veiller et de conseiller le jeune empereur Commode. Peu survivront aux purges politiques imposées par Commode. Durant les années 180, il épouse Flavia Titiana, fille du sénateur Flavius Sulpicianus, qui lui donne un fils, également nommé Publius Helvius Pertinax Junior, consul suffect en juillet 213 aux côtés de Quinctus Macer, et une fille, Helvia. Après la conjuration de Lucilla, Perennis le force à se retirer de la vie publique. Pertinax reprend alors les activités de son père en Ligurie.
Trois ans plus tard, après la mort de Perennis, il est rappelé pour éviter une mutinerie militaire en Bretagne. Il y acquiert une réputation de stricte obéissance à la discipline. En 187 il doit quitter la province, officiellement à cause du ressentiment au sein des troupes face à cette discipline.
La fin du règne de Commode le voit parvenir aux plus hautes distinctions. Il est proconsul de la prestigieuse province d'Afrique vers 188-189. Il est préfet de la Ville, c'est-à-dire de Rome, de 190 à 192. Début 192, Commode le prend comme collègue pour le consulat. Lorsque Commode est assassiné le 31 décembre 192, et sans que son implication dans ce meurtre soit certaine, il apparaît comme l'homme de la situation : les conspirateurs Lætus, préfet du prétoire, et Eclectus lui offrent l'empire le jour même de l'assassinat. Le Sénat le porte au pouvoir le 1er janvier 193.
Devenu empereur, il dépense dans un premier temps beaucoup pour obtenir l'appui des prétoriens, puis il tente de restreindre le train de vie officiel, en vendant des biens acquis par Commode. Surtout il impose aux soldats une stricte discipline, comme il l'a toujours fait. La garde prétorienne est déçue du faible donativum qui lui fut accordé et tente de le remplacer par Falco, mais la tentative échoue.
Pour soutenir l'activité économique, il semble avoir repris une disposition légale d'Hadrien, en autorisant l'occupation des terres en friche, en toute propriété et avec une exonération fiscale de dix ans, sous condition de les cultiver. De plus, il supprime les péages imposés par Commode.
Le 28 mars 193, un groupe de soldats, furieux de n'avoir reçu que la moitié de leur paye, fait irruption dans le palais et tue Pertinax. Didius Julianus prend le pouvoir, ce qui déclenche une guerre civile pour la succession, finalement remportée par Septime Sévère. Dès son arrivée à Rome, Septime Sévère fait exécuter les soldats meurtriers de Pertinax, et lui organise des funérailles d'État pour son apothéose. Il célèbre également plusieurs années de suite des jeux pour l'anniversaire de sa naissance et de son couronnement. Plus tard, Septime Sévère prit même le surnom de Pertinax.

## Monnayage
Compte tenu de la brièveté de son règne, les monnaies à l'effigie de Pertinax sont rares et ne proviennent que de l'atelier monétaire de Rome. Elles présentent de fins portraits de l'empereur barbu et frisé. Les thèmes sont classiques : l'Abondance, l'Équité, la Providence, les Libéralités (distributions de nourriture) offertes par l'empereur. Plusieurs monnaies furent frappées après sa mort pour marquer son apothéose.

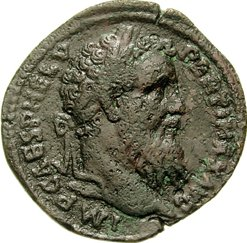
Sesterce de Pertinax.
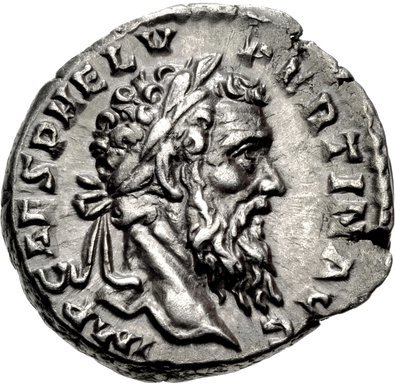
Denier de Pertinax.
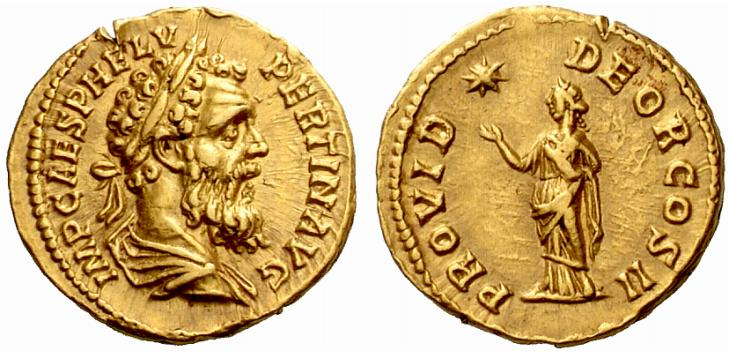
Aureus de Pertinax. Droit : buste lauré ; revers : la Providence face à une étoile.

## Noms et titres

### Noms successifs
- 126, naît PVBLIVS•HELVIVS•PERTINAX
- 193, accède à l'Empire : IMPERATOR•CÆSAR•PVBLIVS•HELVIVS•PERTINAX•AVGVSTVS

### Titres et magistratures
- Consul en 175 et 192
- Pater patriæ en 192

### Titulature à sa mort
Lors de son assassinat en 193 la titulature de Pertinax était :
Imp. Cæs. P. Helvio/ Pertinaci Aug./ cos. II, pontifici/ maximo, trib. pot.,/ p.p., principi sen., fortissimo duci/ et omnium vir/tu[t]um principi, Capenates fœder./ pr. C. Licinio Sperando. - Dedicata XIII kal. April.,/ cur. P. Sextilio Prospecto / et /. Mucio Muciano qq., / Falcone et Claro cos.
selon l'inscription CIL XI, 3873 découverte à Capène (Étrurie méridionale)
« À l'empereur César Publius Helvius Pertinax Auguste, consul pour la 2e fois, grand pontife, dans sa première puissance tribunitienne, père de la patrie, prince du Sénat, très vaillant chef et prince de toutes les vertus, les habitants de Capène, fédérés, sous la préfecture [d’Étrurie] de Caius Licinius Sperandus. - Dédié le 13 des calendes d'avril par les soins de Publius Sextilius Prospectus et de Lucius Mucius Mucianus, magistrats quinquennaux, sous le consulat de Falco et de Clarus »
Cette base fut donc dédiée le 20 mars 193, huit jours avant la mort de l'empereur.

## Postérité
- L'écrivain du XVIIIe siècle Nicolas Edme Restif de La Bretonne s'est amusé à écrire une généalogie fantaisiste, incluse dans Monsieur Nicolas, prétendant que sa famille descendait de cet empereur et expliquant que pertinax se traduit en français par « rétif », « entêté », « têtu »[15],[16] ;
- Une rue de Nice honore de nos jours cet empereur ;
- Pertinax est le nom de plume du journaliste André Géraud.